# Zanzibar Centar/Jug
Zanzibar Centar/Jug je jedna od 30 regija u Tanzaniji. Središte regije je u gradu Koani. Zauzuma središnji i južni dio otoka Unguja ukupne površine 854 km², 56 km južno od glavnog otoka nalazi se otok Latham s koraljnim grebenom. Prema popisu stanovništva iz 2002. godine u regiji živi 95.000 stanovnika dok je prosječna gustoća naseljenosti 111 stanovnika na km².

## Podjela
Regija je podjeljena na dva distrikta:  Zanzibar Centar  i Zanzibar Jug.